# Stefan Ristovski
Stefan Ristovski (Macedonisch: Стефан Ристовски) (Skopje, 12 februari 1992) is een Macedonisch voetballer die bij voorkeur als vleugelverdediger speelt. Hij verruilde Sporting Lissabon in februari 2021 voor GNK Dinamo Zagreb. Ristovski debuteerde in 2011 in het Macedonisch voetbalelftal.

## Spelerscarrière
Ristovski speelde in de jeugd bij FK Vardar in zijn geboortestad Skopje, waar hij in 2008 in de hoofdmacht debuteerde. Na anderhalf seizoen maakte Ristovski in januari 2010 transfervrij de overstap naar Parma FC. Hier speelde hij eerst bij Parma onder 19, omdat hij nog geen achttien was en nog niet officieel gecontracteerd kon worden. In juli 2011 werd Ristovski voor een jaar verhuurd aan FC Crotone, maar hier mocht hij maar één duel spelen. Na een halfjaar werd de verhuurperiode vroegtijdig beëindigd en vertrok hij, opnieuw op huurbasis, voor een half seizoen naar Frosinone Calcio. Op 5 juli 2012 volgde een volgend verhuur, naar AS Bari uitkomend in de Serie B. Tussen 2013 en 2015 speelde Ristovski op huurbasis bij US Latina Calcio, waar hij een vaste waarde in de verdediging werd. In 2015 werd zijn werkgever Parma FC failliet verklaard en moest Ristovski op zoek naar een nieuwe club. Hij stond bij Parma in eerste instantie nog tot 30 juni 2019 onder contract.
In juli 2015 vond Ristovski onderdak bij HNK Rijeka in de Kroatische competitie. Hij tekende officieel transfervrij bij de Italiaanse club Spezia Calcio 1906, maar met de intentie direct verhuurd te worden aan Rijeka, omdat de clubs een samenwerkingsverband hebben. Ristovski maakte zijn debuut voor Rijeka op 19 juli 2015 in de wedstrijd tegen NK Slaven Belupo (3–3). Hij maakte zijn eerste doelpunt voor Rijeka op 29 november 2016 in het bekertoernooi tegen NK Lokomotiva Zagreb (3–1 winst). In het seizoen 2016/17 werd Ristovski landskampioen met Rijeka. Het was het eerste kampioenschap van Rijeka. Bovendien vierde Ristovski de dubbel door in dat seizoen ook de beker van Kroatië te winnen. Hiermee wekte hij de interesse van de Portugese topclub Sporting Lissabon, waar hij op 7 augustus 2017 een contract tekende. In zijn eerste seizoen in Portugal was Ristovski nog regelmatig wisselspeler, maar hij speelde in de seizoenen 2018/19 en 2019/20 vaker in de basis. Ristovski won met de club in 2018 en 2019 de Taça da Liga en de Taça de Portugal in 2019. Op 2 februari 2021 vertrok Ristovski naar GNK Dinamo Zagreb, na zijn plek in de basis bij Sporting te zijn verloren. Hij debuteerde voor Dinamo op 13 februari tegen NK Osijek. Hij haalde het einde van de wedstrijd door twee gele kaarten niet. Ristovski haalde met Dinamo Zagreb dat seizoen de kwartfinale van de UEFA Europa League.

## Interlandcarrière
Ristovski debuteerde op 10 augustus 2011 in het Macedonisch voetbalelftal in een met 0–1 gewonnen vriendschappelijk duel tegen Azerbeidzjan. Hij begon in de basis. Ristovski maakte zijn eerste doelpunt voor de nationale ploeg op 11 juni 2017 in een WK-kwalificatieduel tegen Spanje (1–2 verlies). Ristovski was jarenlang tweede aanvoerder van het nationaal elftal, achter Goran Pandev. Na diens afscheid in juni 2021 is Ristovski aanvoerder. Ristovski maakte deel uit van de Macedonische selectie voor het met een jaar uitgestelde EK 2020. Ristovski speelde alle groepsduels, maar verloor ze alle drie.
| Interlanddoelpunten van Stefan Ristovski voor Noord-Macedonië | Interlanddoelpunten van Stefan Ristovski voor Noord-Macedonië | Interlanddoelpunten van Stefan Ristovski voor Noord-Macedonië | Interlanddoelpunten van Stefan Ristovski voor Noord-Macedonië | Interlanddoelpunten van Stefan Ristovski voor Noord-Macedonië | Interlanddoelpunten van Stefan Ristovski voor Noord-Macedonië |
| No.                                                           | Datum                                                         | Wedstrijd                                                     | Score                                                         | Uitslag                                                       | Competitie                                                    |
| Als speler van HNK Rijeka                                     | Als speler van HNK Rijeka                                     | Als speler van HNK Rijeka                                     | Als speler van HNK Rijeka                                     | Als speler van HNK Rijeka                                     | Als speler van HNK Rijeka                                     |
| ------------------------------------------------------------- | ------------------------------------------------------------- | ------------------------------------------------------------- | ------------------------------------------------------------- | ------------------------------------------------------------- | ------------------------------------------------------------- |
| 1                                                             | 11 juni 2017                                                  | Macedonië – Spanje                                            | 1 – 2                                                         | 1 – 2                                                         | WK 2018 kwalificatie                                          |
| Als speler van Sporting Lissabon                              |                                                               |                                                               |                                                               |                                                               |                                                               |
| 2                                                             | 8 september 2020                                              | Noord-Macedonië – Georgië                                     | 1 – 1                                                         | 1 – 1                                                         | UEFA Nations League                                           |

## Erelijst
HNK Rijeka
- Landskampioenschap

2016/17
- Beker van Kroatië

2017
Sporting Lissabon
- Taça de Portugal

2019
- Taça da Liga

2018, 2019